# Nāḩiyat Markaz Qaţanā
Nāḩiyat Markaz Qaţanā (arabiska: ناحية مركز قطنا) är ett subdistrikt i Syrien.   Det ligger i provinsen Rif Dimashq, i den sydvästra delen av landet, 24 km väster om huvudstaden Damaskus.
Omgivningarna runt Nāḩiyat Markaz Qaţanā är i huvudsak ett öppet busklandskap. Runt Nāḩiyat Markaz Qaţanā är det ganska tätbefolkat, med 75 invånare per kvadratkilometer.